# Stopnie służbowe w Służbie Więziennej

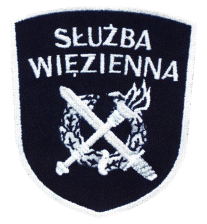
Oznaka służby noszona na prawym ramieniu munduru

Stopnie służbowe w Służbie Więziennej – tytuły funkcjonariuszy oznaczające miejsce w hierarchii w Służbie Więziennej. Oznaki stopni SW nawiązują do oznak polskich stopni wojskowych i podobnie jak w wojsku nosi się je na mundurze.

## Stopnie funkcjonariuszy Służby Więziennej
W polskiej Służbie Więziennej funkcjonariusze noszący określone stopnie wchodzą w skład Korpusów SW.

### Korpus szeregowych SW
| Naramiennik                  |                             |                                         |
| nazwa stopnia skrót kod NATO | Szeregowy SW szer. SW OR-01 | Starszy szeregowy SW st. szer. SW OR-02 |

### Korpus podoficerów SW
| Naramiennik                  |                         |                                     |                             |
| nazwa stopnia skrót kod NATO | Kapral SW kpr. SW OR-03 | Starszy kapral SW st. kpr. SW OR-04 | Plutonowy SW plut. SW OR-04 |

| Naramiennik                  |                             |                                         |                                             |                                                         |
| nazwa stopnia skrót kod NATO | Sierżant SW sierż. SW OR-05 | Starszy sierżant SW st. sierż. SW OR-06 | Sierżant sztabowy SW sierż. sztab. SW OR-07 | Starszy sierżant sztabowy SW st. sierż. sztab. SW OR-07 |

### Korpus chorążych SW
| Naramiennik                  |                                       |                           |                                       |                                     |                                                       |
| nazwa stopnia skrót kod NATO | Młodszy chorąży SW mł. chor. SW OR-08 | Chorąży SW chor. SW OR-08 | Starszy chorąży SW st. chor. SW OR-09 | Chorąży sztabowy SW chor. sztab. SW | Starszy chorąży sztabowy SW st. chor. sztab. SW OR-09 |

### Korpus oficerów SW
| Naramiennik                  |                                |                            |                          |
| nazwa stopnia skrót kod NATO | Podporucznik SW ppor. SW OF-01 | Porucznik SW por. SW OF-01 | Kapitan SW kpt. SW OF-02 |

| Naramiennik                  |                       |                               |                           |
| nazwa stopnia skrót kod NATO | Major SW mjr SW OF-03 | Podpułkownik SW ppłk SW OF-04 | Pułkownik SW płk SW OF-05 |

| Naramiennik                  |                          |                                          |
| nazwa stopnia skrót kod NATO | Generał SW gen. SW OF-06 | Generał inspektor SW gen. insp. SW OF-07 |

## Służba Więzienna lata 1955-1975
| Naramiennik   |          |                  |            |                    |
| nazwa stopnia | Strażnik | Starszy strażnik | Przodownik | Starszy przodownik |

| Naramiennik   |          |              |           |                   |
| nazwa stopnia | Aspirant | Podinspektor | Inspektor | Starszy Inspektor |

| Naramiennik   |                      |                     |                    |                 |
| nazwa stopnia | Komisarz III stopnia | Komisarz II stopnia | Komisarz I stopnia | Główny Komisarz |

## Straż Więzienna lata 1919–1939
| Niżsi funkcjonariusze Straży Więziennej (mężczyźni) | Niżsi funkcjonariusze Straży Więziennej (mężczyźni)            | Niżsi funkcjonariusze Straży Więziennej (mężczyźni)              |
| --------------------------------------------------- | -------------------------------------------------------------- | ---------------------------------------------------------------- |
| Strażnik więzienny patka kołnierzowa                | Starszy strażnik więzienny patka kołnierzowa naszywka na ramię | Przodownik Straży Więziennej patka kołnierzowa naszywka na ramię |

| Wyżsi funkcjonariusze Straży Więziennej (mężczyźni) | Wyżsi funkcjonariusze Straży Więziennej (mężczyźni) | Wyżsi funkcjonariusze Straży Więziennej (mężczyźni) | Wyżsi funkcjonariusze Straży Więziennej (mężczyźni) | Wyżsi funkcjonariusze Straży Więziennej (mężczyźni)   | Wyżsi funkcjonariusze Straży Więziennej (mężczyźni)          |
| --------------------------------------------------- | --------------------------------------------------- | --------------------------------------------------- | --------------------------------------------------- | ----------------------------------------------------- | ------------------------------------------------------------ |
| Aspirant patka kołnierzowa mankiet                  | Podkomisarz patka kołnierzowa mankiet               | Komisarz patka kołnierzowa mankiet                  | Nadkomisarz patka kołnierzowa mankiet               | Inspektor Straży Więziennej patka kołnierzowa mankiet | Główny inspektor Straży Więziennej patka kołnierzowa mankiet |